# The First Great Train Robbery
The First Great Train Robbery is een Britse film uit 1979 van regisseur Michael Crichton, met in de hoofdrollen Sean Connery, Donald Sutherland en Lesley-Anne Down. De film is een bewerking van het gelijknamige boek van Crichton, dat hij baseerde op een echt gebeurde overval op een trein in 1855. Crichton verwerkte dit ook zelf tot script.

## Verhaal
Londen, 1854, de meesterdief en gentleman Edward Pierce besluit het onmogelijke te doen, het beroven van de zwaarbewaakte goudtrein. Engeland voert oorlog op de Krim en vervoert elke maand voor 12.000 pond aan goud naar het front om de troepen te betalen. Het goud bevindt zich in twee kluizen, afgesloten met vier sloten. In totaal zijn er dus vier sleutels nodig. Samen met zijn minnares Miriam, medeplichtige Barlow en de beruchte slotenspecialist Robert Agar, gaat Pierce op pad om de sleutels te kopiëren. Hij weet dat twee bankmanagers Henry Fowler en Edgar Trent een sleutel bezitten. De twee andere sleutels bevinden zich in de kantoren van de Southeastern Railway op het London Bridge treinstation.
De toegang tot de sleutel van Edgar Trent loopt via de dochter van de laatste, Elizabeth. Via haar komt Pierce erachter dat de sleutel vermoedelijk in de wijnkelder is verborgen. Met behulp van Agar weet Pierce een kopie te maken. Henry Fowler draagt de sleutel aan een ketting om zijn nek. Pierce komt erachter dat Fowler een frequent bezoeker van bordelen is. Hij laat zijn minnares Miriam als prostituee in het bordeel opnemen. Als Fowler zich uitgekleed heeft en hij de sleutel even weglegt, vindt er zogenaamd een politie-inval plaats. In alle hectiek, maakt Agar snel een kopie van de sleutel. De sleutels in de kantoren van de Southeastern Railway zijn minder eenvoudig te kopiëren. Agar moet binnen een bepaalde tijd de trap oprennen naar het kantoor, het afgesloten sleutelkabinet openmaken, een wassen kopie van de sleutels maken en weer wegrennen. Dit allemaal voordat de nachtwaker zijn ronde heeft voltooid. Als Agar het 'parcours' oefent, blijkt dat het onmogelijk is om op tijd de sleutel te kopiëren. Iemand moet eerst het sleutelkabinet kraken en de sleutels klaarleggen. Pierce besluit hiervoor een slangenmens in te huren. Zijn oog valt op Clean Willy, die echter vast zit in de zwaar bewaakte Newgate Prison. Na een bericht van Pierce ontsnapt Clean Willy en kraakt het sleutelkabinet. Na een zenuwslopende inbraak weet Agar vervolgens de resterende sleutels te kopiëren.
Terwijl Pierce en Agar zich concentreren op de overval wordt Clean Willy gearresteerd. Hij wordt vrijgelaten op voorwaarde dat hij Pierce zal bespioneren. Als Pierce hierachter komt, laat hij Clean Willy wurgen door Barlow voordat die iets kan onthullen aan de politie. Dan komt er meer slecht nieuws. Aanvankelijk was het de bedoeling dat Agar zich zou insluiten in het gedeelte van de wagon met de kluis en het gestolen goud uit de wagon zou gooien. Maar op bevel van de politie wordt de wagon aan de buitenkant afgesloten. Pierce zet toch door. Agar wordt geschminkt als iemand die aan de cholera gestorven is en in een lijkkist gelegd. De kist wordt in de bagageruimte bij de kluis neergezet. Pierce zelf reist mee met de trein en klimt op zeker moment op het treindak. Vervolgens klautert hij naar de bagagewagon en opent de buitensloten van de wagon. Als hij terugkeert in zijn coupé blijkt hij onder het roet te zitten. Hij weet een andere jas te vinden, maar die is te klein en scheurt bij de oksels. Ondertussen is de overval goed uitgevoerd. Agar heeft het goud met behulp van een omgekochte treinbewaker uit de trein geworpen. Miriam vangt het op en brengt het goud in veiligheid.
Helaas wordt Pierce gearresteerd op het station. De gescheurde jas wekte argwaan. Hij wordt berecht en veroordeeld tot gevangenisstraf. Als hij wordt weggeleid naar de gevangenwagen wordt hij gekust door een vrouw uit het juichende publiek. Het is Miriam die op die manier de sleutel van de handboeien in de mond van Pierce duwt. De laatste weet zich te bevrijden en ontsnapt.

## Rolverdeling
| Acteur            | Personage     |
| ----------------- | ------------- |
| Sean Connery      | Edward Pierce |
| Donald Sutherland | Robert Agar   |
| Lesley-Anne Down  | Miriam        |
| Wayne Sleep       | Clean Willy   |
| Alan Webb         | Edgar Trent   |
| Malcolm Terris    | Henry Fowler  |
| George Downing    | Barlow        |

## Achtergrond
De film is gebaseerd op de gelijknamige roman van Michael Crichton die weer is gebaseerd op de waargebeurde overval op de trein Londen-Folkestone in 1855. William Pierce (en niet Edward, zoals in de roman en film) beroofde samen met zijn medeplichtigen Edward Agar (en niet Robert zoals in de film en roman) en Tester de trein van 12.000 pond in goud. Tegenwoordig zou dit bijna een miljoen in Britse ponden zijn. Het goud is nooit teruggevonden. Crichton maakte voor zijn roman ook gebruik van het boek The Victorian Underworld van Kellow Chesney uit 1970. Chesney beschrijft hierin de misdaad in Engeland in de laatste helft van de 19e eeuw. Crichton baseerde de figuur van Clean Willy op de inbreker Williams. Een misdadiger die echt heeft geleefd en erin slaagde om te ontsnappen uit Newgate Prison. Het enige personage dat niet heeft bestaan is Miriam, de maîtresse van Pierce. Ook veranderde Crichton de voornamen van William Pierce en Edward Agar in respectievelijk Edward en Robert. In werkelijkheid waren er vier misdadigers: Pierce, Agar, Tester en Burgess. Tester en Burgess werkten voor de Spoorwegen. In werkelijkheid was er geen sprake van een afgesloten wagon en hoefde Pierce niet over het treindak te lopen. Zowel Pierce als Agar werd binnengelaten door Burgess. Ook werd Pierce niet gelijk gearresteerd. In werkelijkheid duurde het enige maanden voordat de spoorwegen erachter kwamen dat de diefstal in de trein had plaatsgevonden. De bendeleden werden achterhaald door het verraad van Agar. De laatste was gearresteerd voor een ander misdrijf. Toen zijn medeplichtigen zijn aandeel in de buit niet aan zijn minnares uitkeerden, zoals was afgesproken, bekende Agar de gouddiefstal en noemde zijn medeplichtigen. In het boek is Agar duidelijk de mindere van Pierce en suggereert Crichton dat de laatste het brein achter de overval was. In werkelijkheid was Agar een stuk intelligenter dan in boek en film en verantwoordelijk voor het grootste deel van het denkwerk. Na zijn veroordeling werd hij naar Australië verbannen. Hij slaagde erin om daar een rijk man te worden.

## Productie
Hoewel de film speelt in Londen en Kent werden de meeste opnamen gemaakt in Ierland. Zo werd gefilmd in Parliament Square van Trinity College in Dublin en de stations in Cork en Dublin. Michael Crichton werkte met een Engels-Ierse crew en ergerde zich aan het trage tempo van zijn medewerkers. De reden hiervoor was dat de meeste crewleden Crichton als te jong en onervaren zagen. Pas nadat hij zijn laatste film Coma had laten zien, groeide het respect voor Crichton als regisseur en werkte men harder.
De opnames van de treinoverval waren soms een nachtmerrie. Zo vatte het haar van Crichton vlam toen hij opnames maakte van de stoomlocomotief en opspattende hete kolen hem raakten. Die stoomlocomotief was niet krachtig genoeg om de trein te trekken. Om die reden werd een diesellocomotief achter de stoomlocomotief gekoppeld. Vervolgens werd de diesel 'vermomd' als goederenwagon. Tijdens de opnamen op het station in Dublin had de diesellocomotief grote hoeveelheden dieselolie gelekt. Toen de stoomlocomotief optrok vlogen er veer vonken en hete kolen op de rails en veroorzaakten een grote brand. Problemen waren er ook met Sean Connery. Hij moest over de daken van de wagons van de rijdende trein lopen en deed die stunt zelf. Crichton liet de trein een snelheid maken van ongeveer 50 kilometer per uur. Volgens Connery reed de trein eerder 90 kilometer per uur. Later bevestigde een overvliegende helikopter dat Connery gelijk had. De stunt nam meerdere dagen in beslag en eiste veel van de geplaagde acteur. Toen zijn vrouw Michelle later de opnamen zag was ze woedend op Connery omdat hij zulke onnodige risico's had genomen.
Voor de rol van het slangenmens Clean Willy contracteerde Crichton de balletdanser Wayne Sleep van het Royal Ballet. Sleep deed al zijn stunts zelf. Zo beklom hij de hoge muren van het gebouw dat doorgaan moet gaan voor de Newgate-gevangenis zonder reddingsgordel met groot gevaar voor eigen leven. De echte Newgate-gevangenis is in 1904 afgebroken.
Crichton deed ook aan zelfcensuur. In het boek gaat Henry Fowler naar bed met een twaalfjarig meisje. Hij verkeert in de veronderstelling dat een maagd hem kan genezen van zijn geslachtsziekte. Pierce zorgt ervoor dat Fowler met het meisje naar bed kan gaan in een bordeel. In de film is het twaalfjarig meisje vervangen door een volwassen prostituee.
De scène waarbij een hond ratten doodbijt werd niet opgenomen in de Britse filmversie, dit in verband met de Britse wet op het verbod op wreedheid met dieren.

## Titel
In de loop der jaren zijn er meer treinen beroofd van grote ladingen geld of goud, maar de overal op de trein uit 1855 was toch echt de eerste. Toch is dit niet de reden dat de film zo heet. Crichton noemde zijn boek The First Great Train Robbery, ter onderscheid van de grote treinoverval in 1963 op de posttrein waarbij twee miljoen pond werd buitgemaakt. In de pers werd toen gesproken van The Great Train Robbery ("De Grote Treinoverval").

## Prijzen
The First Great Train Robbery won in 1980 een Edgar in de categorie 'Beste filmscenario'.